# Chott El Hodna
El Chott El Hodna (en árabe: شط الحضنة) es un lago salino muy superficial en el país africano de Argelia. Se encuentra dentro de una cuenca endorreica de la región Hodna, hacia el extremo oriental de la Hautes Plaines. El Chott el Hodna incluye salobres, salinas piscinas y pantanos estacionales, pero la zona central del lago se caracteriza por una ausencia completa de vegetación.
J. Despois argumenta que el Chott el Hodna no es un chott (lago salado) propiamente, sino un sebja (salar). El área del chott proporciona un hábitat importante para algunas especies en peligro de extinción, como la gacela de Cuvier, la cerceta pardilla y diferentes tipos de avutardas, así como varias especies de peces autóctonos. El Chott el Hodna fue declarado sitio Ramsar el 2 de febrero de 2001.